# Карразерс, Дэвид
Дэ́вид Ка́рразерс (англ. David Carruthers) — канадский кёрлингист.
В составе мужской сборной Канады чемпион мира 1998 года. Чемпион Канады среди мужчин 1998.

## Достижения
- Чемпионат мира по кёрлингу среди мужчин: золото (1998).
- Чемпионат Канады по кёрлингу среди мужчин: золото (1998), бронза (2001).

## Команды
| Сезон   | Четвёртый       | Третий          | Второй     | Первый         | Запасной                               | Турниры             |
| ------- | --------------- | --------------- | ---------- | -------------- | -------------------------------------- | ------------------- |
| 1994—95 | Ian Robertson   | Дэвид Карразерс | Gary Grant | Dan Balachorek |                                        |                     |
| 1996—97 | Brad Mitchell   | Дэвид Карразерс | Rob Kavals | Brian Cooke    | Nils Cornerman                         |                     |
| 1997—98 | Уэйн Мидо       | Грэм Маккарел   | Иэн Тетли  | Скотт Бейли    | Дэвид Карразерс тренер: Джим Уэйт (ЧМ) | ЧК 1998 · ЧМ 1998   |
| 2000—01 | Дэвид Карразерс | Мэтт Хэймс      | A.J. Hlady | Simon Hames    |                                        |                     |
| 2000—01 | Уэйн Мидо       | Грэм Маккарел   | Иэн Тетли  | Скотт Бейли    | Дэвид Карразерс                        | ЧК 2001             |
| 2001—02 | Уэйн Мидо       | Грэм Маккарел   | Иэн Тетли  | Скотт Бейли    | Дэвид Карразерс                        | КООК 2001 (8 место) |
| 2001—02 | Дэвид Карразерс | Мэтт Хэймс      | A.J. Hlady | Simon Hames    |                                        |                     |
| 2004—05 | Уэйн Мидо       | Грэм Маккарел   | Joe Frans  | Скотт Бейли    | Дэвид Карразерс                        | ЧК 2005 (6 место)   |

(скипы выделены полужирным шрифтом)

## Частная жизнь
По состоянию на 2012, работал айсмейкером (англ. icemaker, специалист по подготовке льда для кёрлинга) в городе Брамптон (провинция Онтарио) в кёрлинг-клубах Brampton Сurling Сlub и Chinguacousy Сurling Club. В 2017 вышел в отставку.
Женат, жена Гейл Карразерс (англ. Gail Carruthers) работает в центре подготовки лошадей.